# Camargo (Rio Grande do Sul)
Camargo is een gemeente in de Braziliaanse deelstaat Rio Grande do Sul. De gemeente telt 2.549 inwoners (schatting 2009).